# Oprogramowanie systemowe PlayStation 4
Oprogramowanie systemowe PlayStation 4 – oficjalny firmware konsoli PlayStation 4 firmy Sony.

## Dane techniczne

### System
Systemem operacyjnym PlayStation 4 jest Orbis OS będący forkiem systemu FreeBSD 9.0 wydanego 12 stycznia 2012 roku.
PlayStation 4 oferuje dwa API grafiki: niskopoziomowe API nazwane GNM i wysokopoziomowe API GNMX. Większość ludzi zaczyna z API GNMX, które działa wokół GNM zarządzając bardziej ezoterycznymi detalami GPU w sposób bardziej przyjazny dla programistów platform takich jak Direct3D 11.
Wraz z PS4 pojawił się język PlayStation Shader Language (PSSL).
W systemie są także biblioteki i komponenty takie jak Cairo, JQuery, Lua, Mono, OpenSSL, WebKit i biblioteka renderowania Pixman. Wiele z nich to otwarte oprogramowanie, mimo że PS4 nie jest wolną konsolą.

## Wersje oprogramowania

### Wersja 1
| Wersja Data wydania   | Opis zmian |
| --------------------- | --- |
| 1.50 2013             | |
| 1.51 2013             | - Poprawiono stabilność oprogramowania systemowego w trakcie korzystania z niektórych funkcji |
| 1.52 11 grudnia 2013  | - Poprawiono stabilność oprogramowania systemowego w trakcie korzystania z niektórych funkcji |
| 1.60 2014             | - Dodano wsparcie dla bezprzewodowych słuchawek stereo Sony (CECHYA-0080 / CECHYA-0083 / CECHYA-0086) oraz stereofonicznego zestawu słuchawkowego Sony CECHYA-0088 - Dodano możliwość wyciszenia dla PlayStation Camera |
| 1.61 18 lutego 2014   | - Poprawiono stabilność oprogramowania systemowego w trakcie korzystania z niektórych funkcji |
| 1.62 18 marca 2014    | - Poprawiono działanie niektórych aplikacji |
| 1.70 30 kwietnia 2014 | Główne: - Do obszaru zawartości dodano aplikację Sharefactory - Dodano możliwość kopiowania zapisanych w systemie PlayStation 4 klipów wideo i zrzutów ekranu na urządzenie pamięci masowej USB - Do obsługiwanych rozdzielczości transmisji przy użyciu serwisów Ustream i Twitch dodano opcję Najlepsza HD - Dodano możliwość zapisywania swoich transmisji w usługach online - Dodano możliwość regulowania jasności paska świetlnego w kontrolerze Dualshock 4 - Dodano opcję Włącz HDCP w obszarze ustawień w ustawieniach systemu Pozostałe: - Dodano możliwość wyboru długości zapisywanych klipów wideo - Dodano aplikację Galeria zrzutów do obszaru zawartości - Wyłączono zapisywanie zrzutów ekranu i klipów wideo po wybraniu w menu funkcji udostępniania opcji transmisji rozgrywki - Dodano możliwość ustawienia, komu w serwisie Facebook będą udostępnianie zrzuty ekranu i klipy wideo - Włączono domyślnie opcję ustawień udostępniania w menu ustawień klipów wideo w menu wskazywania scen zablokowanych do nagrywania wideo - Poprawiono układ ekranu podczas transmisji - Opcję zatrzymania transmisji umieszczono w obszarze ustawień transmisji - Dodano opcję język, zarządzanie danymi Blu-ray Disc i zezwól na połączenie z Internetem w obszarze ustawień odtwarzania wideo - Dodano obszar użytkownicy - Opcje ustawień logowania i inicjalizacji w opcji usunięcia użytkownika umieszczono w obszarze użytkownicy - Dodano możliwość ustawienia wygaszacza ekranu - Dodano możliwość udostępniania swojego nazwiska i zdjęcia profilowego bliskim znajomym bliskich znajomych użytkownika w PlayStation Network - Dodano opcję z PlayStation w menu powiadomień - Dodano możliwość uruchamiania usług dostępnych w menu telewizji i filmów za pomocą poleceń głosowych - Dodano słowa kluczowe: „Save video clip” oraz „Start video clip” w funkcji rozpoznawania głosu - Dodano możliwość sortowania trofea według poziomu rzadkości - Dodano opcję redukcji zniekształceń do opcji dostępnych podczas odtwarzania wideo - Dodano możliwość ustawienia zdjęcia profilowego w aplikacji PlayStation - Dodano możliwość obsługiwania klawiatury programowej przy użyciu panelu dotykowego - Dodano możliwość przesłania zażalenia w sprawie nieodpowiedniego zdjęcia profilowego lub transmisji |
| 1.71 3 czerwca 2014   | - Poprawiono stabilność oprogramowania systemowego w trakcie korzystania z niektórych funkcji |
| 1.72 24 czerwca 2014  | - Poprawiono stabilność oprogramowania systemowego w trakcie korzystania z niektórych funkcji |
| 1.74 22 lipca 2014    | - Poprawiono stabilność oprogramowania systemowego w trakcie korzystania z niektórych funkcji |
| 1.75 29 lipca 2014    | - Dodano obsługę opcji Blu-ray 3D - Poprawiono jakość dźwięku podczas odtwarzania odtwarzania 1,5 x filmów na dyskach Blu-ray i DVD - Zmieniono pozycję wyświetlania wiadomości systemowych (z prawego górnego rogu ekranu na lewy górny róg ekranu) - Dodano ustawienie polecanej zawartości do menu ustawień w ustawieniach systemu w automatycznym pobieraniu i przesyłaniu |
| 1.76 2 września 2014  | - Poprawiono stabilność oprogramowania systemowego w trakcie korzystania z niektórych funkcji |

### Wersja 2
| Wersja Data wydania       | Opis zmian |
| ------------------------- | --- |
| 2.00 28 października 2014 | Główne: - Dodano funkcję Share Play - Dodano możliwość przesyłania klipów wideo do YouTube - Dodano możliwość ustawienia motywów dla ekranu głównego i ekranu funkcji dla każdego użytkownika - Dodano możliwość odtwarzania muzyki zapisanej na urządzeniach pamięci masowej USB Ustawienia: - Dodano możliwość wyboru długości czasu przez jaki kontroler będzie się ładował, gdy system PlayStation 4 jest w trybie spoczynku - Dodano opcje wyświetl przewodnik i polecenia obsługi głosem w menu ustawień w ustawieniach systemowych w ustawieniach obsługi głosem - Dodano opcje urządzenie wejściowe i urządzenie wyjściowe do menu ustawień w menu urządzeń w menu urządzeń audio - Przeniesiono opcję wyjście na słuchawki znajdującą się w menu ustawień w menu dźwięku i ekranu w menu ustawień wyjścia audio do menu ustawień do menu urządzeń do menu urządzeń audio - Dodano opcję mysz do menu ustawień w menu urządzeń Udostępnianie: - Dodano możliwość oglądania transmisji z przeszłości w aplikacji na żywo z PlayStation - Dodano możliwość można filtrowania transmisji według języka w aplikacji na żywo z PlayStation - Dodano możliwość obserwowania ulubionych kanałów lub nadawców w aplikacji na żywo z PlayStation - Dodano funkcję polecane w aplikacji na żywo z PlayStation - Dodano opcję gry w aplikacji na żywo z PlayStation - Dodano możliwość wyświetlania w komentarzach ikony Twitch w aplikacji na żywo z PlayStation - Dodano możliwość wyświetlania wiadomości dla widzów w opcjach transmisji - Dodano możliwość prowadzenia czatów głosowych transmisjach - Dodano możliwość dostosowania ustawień w opcjach transmisji - Dodano możliwość dodawania do wiadomości zrzutów ekranu po wybraniu opcji udostępnienia zrzutu ekranu z menu udostępnienia w opcjach transmisji - Dodano możliwość przycinania klipów wideo w Galerii zrzutów w opcjach transmisji Pozostałe: - Dodano możliwość wyświetlania nazw graczy w obszarach takich jak znajomi czy co nowego, których użytkownik może znać - Dodano możliwość wyszukiwania graczy poprzez wpisanie ich nazwiska w obszarach takich jak znajomi - Dodano możliwość nagrania wiadomości głosowej poprzez naciśnięcie przycisku trójkąta na ekranie w menu wiadomości - Poprawiono układ ekranu impreza - Zmieniono liczbę elementów wyświetlanych w obszarze materiałów - Dodano wyświetlanie przycisku PS w niektórych wiadomościach z powiadomieniami - Dodano możliwość sprawdzenia pozostałej ilości energii akumulatora w wiadomości systemowej, gdy do systemu zostanie podłączone nowe urządzenie - Zmieniono nazwę trybu czuwania na tryb spoczynku |
| 2.01 4 listopada 2014     | - Poprawiono stabilność oprogramowania systemowego w trakcie włączania systemu i przechodzenia w tryb spoczynku |
| 2.02 11 listopada 2014    | - Poprawiono stabilność oprogramowania systemowego w trakcie korzystania z niektórych funkcji |
| 2.03 3 grudnia 2014       | - Poprawiono stabilność oprogramowania systemowego w trakcie korzystania z niektórych funkcji |
| 2.04 17 lutego 2015       | - Poprawiono stabilność oprogramowania systemowego w trakcie korzystania z niektórych funkcji |
| 2.50 26 marca 2015        | [ 19 ] |
| 2.51 21 kwietnia 2015     | - Poprawiono stabilność oprogramowania systemowego w trakcie korzystania z niektórych funkcji |
| 2.55 1 lipca 2015         | - Poprawiono stabilność oprogramowania systemowego w trakcie korzystania z niektórych funkcji |
| 2.57 22 lipca 2015        | - Poprawiono stabilność oprogramowania systemowego w trakcie korzystania z niektórych funkcji |
|                           | |